# Kleinwernfeld
Kleinwernfeld ist ein Gemeindeteil der Stadt Gemünden am Main im unterfränkischen Landkreis Main-Spessart in Bayern.

## Geographie
Das Dorf liegt am linken Mainufer auf 150 m ü. NN an der Kreisstraße MSP 11 zwischen Harrbach und Hofstetten. Auf der anderen Mainseite befindet sich der Ort Wernfeld. Kleinwernfeld wurde 1349 als Kleinen-Wernvelt erstmals schriftlich belegt. Zu dieser Zeit war das Dorf noch im Besitz der Grafen von Rieneck. 

## Geschichte
Im Jahre 1818 entstand aus Wernfeld und Kleinwernfeld die politische Gemeinde Wernfeld. Die Gemeinde Wernfeld wurde am 1. Januar 1976 in die Stadt Gemünden am Main eingegliedert. Somit wurde Kleinwernfeld ein Ortsteil der Stadt Gemünden.